# Tillay-le-Péneux

Tillay-le-Péneux este o comună în departamentul Eure-et-Loir, Franța. În 1 ianuarie 2022 avea o populație de 313 de locuitori.